# 萬利
萬利（1796年—1798年）為中國清朝時期湖北襄陽白蓮教領袖王聪儿的年號，前後共計3年。
乾隆五十九年（1794年），湖北襄陽的白蓮教領袖齊林、宋之清、樊學明等商定於明年（1795年）正月元宵燈節時舉兵反清，派出許多名骨干到湖北各地，串聯各地教徒一起響應，後來事泄，齊林、宋之清等一百多名骨干被捕處死。劉之協、齊林之妻王聰兒、樊學明之子樊人傑幸免於難。不久湖北各地的白蓮教徒又秘密商議在嘉慶元年（1796年）三月十日同時起義。三月初，王聰兒、姚之富、樊人傑等人在襄陽郊區黃龍擋揭竿而起，用「萬利」紀年。起義軍猛攻襄陽、樊城，由於守軍頑抗，均未攻下，分路轉戰河南、湖北、陝西、四川交界地區，嘉慶三年（1798年）二月被清軍包圍在鄖西縣 三岔河一帶。激戰半日，起義軍損失慘重，王聰兒、姚之富帶領殘兵從閻王匾上跳崖自殺。

## 西元紀年對照表
| 萬利 | 元年   | 二年   | 三年   |
| ---- | ------ | ------ | ------ |
| 公元 | 1796年 | 1797年 | 1798年 |
| 干支 | 丙辰   | 丁巳   | 戊午   |

## 同期存在的其他政權年號
- 中國
  - 嘉庆（1796年－1820年）：清朝—嘉庆帝顒琰之年號
  - 大慶（1797年）：清朝時期—王大叔之年號
  - 萬利（1797年）：清朝時期—黎树之年號
  - 仙大（1797年）：清朝時期—王囊仙之年號
  - 天順（1797年）：清朝時期—韋朝元之年號
- 日本
  - 寬政（1789年－1801年）：光格天皇之年號
- 越南
  - 景盛（1792年－1801年）：西山朝—富春阮光纘之年號

## 來源
1. ↑  馮佐哲〈嘉慶年間五省白蓮教大起義〉，《清史研究》第二輯，中華書局1980年8月。
2. ↑  石韞玉《擬平邪教摺》：「大功告蕆，恭申賀悃，事竊查，教匪起事之初，始自奸民劉松、宋之清、劉之協等，偽習經咒傳教授徒，愚氓無知，偶遭煽惑，莠民不靖，遽肆矯虔。自乾隆五十九年，即與其徒樊學明、齊林、韓龍、謝添繡等潛謀不軌。事經發覺，眾犯伏誅。而劉之協逋逃漏網，根株未盡，芽蘖復發。迨六十年冬間，湖北宜都、竹山、來鳳之間先後蠢動。至嘉慶元年，樊學明之子樊人傑、齊林之妻齊王氏，以罪人遺孽，勾結凶徒，倡彌勒出世之妖言，造萬利紀年之偽號。」